# Joan Costa i Deu
Joan Costa i Deu   (Sabadell, 22 de maig de 1883 - Gènova, 23 de febrer de 1938) nom de ploma de Joan Costa-Jussà i Deu, fou un periodista i escriptor català. Començà com a periodista publicant articles a La Creu del Montseny, revista fundada per Jacint Verdaguer el 1899. El 1907 ingressà a la Lliga Regionalista i fou redactor en cap de La Veu de Catalunya. Fou director del Diario de Sabadell, fundador de la Biblioteca Sabadellenca el 1925 i president de l'Associació de Periodistes de Barcelona. Quan esclatà la guerra civil espanyola, el 1936, s'exilià a Gènova (Itàlia). Va participar com a locutar a Radio Veritat que transmetia des de la Itàlia feixista durant la guerra civil espanyola. Va morir sobtadament el 23 de febrer de 1938.
La seva obra està en el domini públic en moltes parts del món. A l'estat espanyol entra en domini públic des de l'1 de gener de 2019.

## Obres
- La nit del 6 d'octubre a Barcelona (1935), amb Modest Sabaté i Puig
- Cento martiri della Rivoluzione del 1936 nella Catalogna (1937), en col·laboració amb el caputxí Antoni Maria de Barcelona
- Barcelona sotto l'incubo del terrore rosso (1938)